# Karl Immermann
Karl Lebrecht Immermann (Magdeburg, 1796. április 24. – Düsseldorf, 1840. augusztus 25.) német regény- és drámaíró.

## Élete
1813-ban a hallei egyetemre ment, majd beállt katonának. Jelen volt a waterlooi csatában, Párizsba is bevonult és tisztként vált meg a hadseregtől, hogy Halléban tovább folytassa tanulmányait. 1817-től a törvényszéknél működött, előbb Magdeburgban, majd Münsterben, ahol megismerkedett Lützownak, a szabad csapatok vezetőjének nejével, született Elisa Ahlefeldt grófnővel. 1824-ben visszahelyezték Magdeburgba, ahová a most már férjétől elvált Lützowné is követte, de felajánlott kezét nem fogadta el. 1826-ban mint törvényszéki bírót Düsseldorfba helyezték át Immermannt, ahová Elisa ismét követte, neje azonban most sem akart lenni. Érdemeket szerzett magának Immermann Düsseldorfban egy magánáldozatokból létrehozott színház fenntartásában és vezetésében (1836-37). Egyéni és művészi újjászületését jelzi 1838-ban Niemeyer kancellár unokájával, Mariannával kötött házassága s az ennek következtében Elisával való szakítása.

## Munkássága
Immermann mint költő a romantikából indult ki, később azonban azon igyekezett, hogy műveinek megadja a reális alapot. A tragédiában, főtörekvése tárgyában, sokszor elhomályosítja tehetségét a romantikusoktól örökölt shakespeareománia.

### Drámai művei
- Das Trauerspiel in Tirol (1828; később átdolgozva Andreas Hofer címen)
- Die Prinzen von Syrakus (1821)
- Trauerspiele (1822, 2 kötet)
- König Periander (1823)
- Das Auge der Liebe (1824)
- Cardenio und Celinde (1826)
- Die schelmische Gräfin (1828)
- Kaiser Friedrich II. (1828)
- Die Verkleidungen (1828)
- Die Schule der Frommen (1829)
- Merlin (mitus drámai alakban, 1832)
- Alexis (1832)
- Ghismonda (1839)

### Elbeszélő művei
- Münchhausen (1838)
- Die Epigonen (1836)
- Tristan und Isolde (Gottfried von Strassburg után, töredék)
- Tulifäntchen (tréfás hősköltemény, 1830)

### Egyéb munkái
- Schriften (1835-1843, 14 kötet)
- Memorabilien (1840-43, 3 kötet)
- Theaterbriefe (1851)
- Sämmtliche Werke (kiadta Boxberger 1883, 20 kötet)

## Magyarul
- Gottfried August Bürger–Karl Immermann: Münchhausen báró; ford., átdolg., utószó Homoródy József, ill. Würtz Ádám; Magvető, Bp., 1957 (Vidám könyvek)